# Разложение Энгеля
Разложение Энгеля положительного вещественного числа x — это единственная неубывающая последовательность положительных натуральных чисел {\displaystyle \{a_{1},a_{2},a_{3},\dots \}}, таких что
{\displaystyle x={\frac {1}{a_{1}}}+{\frac {1}{a_{1}a_{2}}}+{\frac {1}{a_{1}a_{2}a_{3}}}+\cdots .\;}
Рациональные числа имеют конечное разложение Энгеля, а иррациональные числа имеют разложение в бесконечный ряд. Если x рационально, его разложение Энгеля даёт представление x в виде египетской дроби. Разложение названо именем математика Фридриха Энгеля, изучавшего его в 1913 году.
Разложение, аналогичное разложению Энгеля, но с попеременным знаком членов, называется разложением Пирса.

## Разложение Энгеля, непрерывные дроби и Фибоначчи
Краайкамп и Ву заметили, что разложение Энгеля можно записать в виде восходящего варианта непрерывной дроби:
{\displaystyle x={\frac {\displaystyle 1+{\frac {\displaystyle 1+{\frac {\displaystyle 1+\cdots }{\displaystyle a_{3}}}}{\displaystyle a_{2}}}}{\displaystyle a_{1}}}.}
Они утверждают, что восходящие непрерывные дроби, подобные этой, изучались ещё во времена книги абака Фибоначчи (1202). Это утверждение ссылается на нотацию сложных дробей Фибоначчи, в которых последовательность числителей и знаменателей, использующие одну общую черту, представляют восходящую непрерывную дробь:
{\displaystyle {\frac {a\ b\ c\ d}{e\ f\ g\ h}}={\dfrac {d+{\dfrac {c+{\dfrac {b+{\dfrac {a}{e}}}{f}}}{g}}}{h}}.}
Если в этой нотации все числители равны 0 или 1, как появляется в некоторых местах в книге абака, результатом будет разложение Энгеля. Однако разложение Энгеля как техника в книге не описано.

## Алгоритм для вычисления разложений Энгеля
Чтобы найти разложение Энгеля для x, положим
{\displaystyle u_{1}=x,}
{\displaystyle a_{k}=\left\lceil {\frac {1}{u_{k}}}\right\rceil ,}
и
{\displaystyle u_{k+1}=u_{k}a_{k}-1},
где {\displaystyle \left\lceil r\right\rceil } — потолок (наименьшее целое, не меньшее r). 
Если {\displaystyle u_{i}=0} для некоторого i, останавливаем алгоритм.

## Пример
Чтобы найти разложение Энгеля для числа 1,175, осуществим следующие шаги.
{\displaystyle u_{1}=1{,}175,a_{1}=\left\lceil {\frac {1}{1{,}175}}\right\rceil =1;}
{\displaystyle u_{2}=u_{1}a_{1}-1=1{,}175\cdot 1-1=0,175,a_{2}=\left\lceil {\frac {1}{0{,}175}}\right\rceil =6}
{\displaystyle u_{3}=u_{2}a_{2}-1=0{,}175\cdot 6-1=0{,}05,a_{3}=\left\lceil {\frac {1}{0{,}05}}\right\rceil =20}
{\displaystyle u_{4}=u_{3}a_{3}-1=0{,}05\cdot 20-1=0}
Последовательность закончилась. Таким образом,
{\displaystyle 1{,}175={\frac {1}{1}}+{\frac {1}{1\cdot 6}}+{\frac {1}{1\cdot 6\cdot 20}}}
и разложение Энгеля для 1,175 равно {1, 6, 20}.

## Разложение Энгеля рациональных чисел
Любое положительное рациональное число имеет единственное конечное разложение Энгеля. В алгоритме разложения Энгеля, если ui является рациональным числом x/y, то ui+1 = (−y mod x)/y. Таким образом, каждый шаг уменьшает числитель в остаточной дроби ui и процесс построения разложения Энгеля должен прекратиться за конечное число шагов. Любое рациональное число также имеет единственное бесконечное разложение Энгеля: используя равенство
{\displaystyle {\frac {1}{n}}=\sum _{r=1}^{\infty }{\frac {1}{(n+1)^{r}}}.}
последнее число n в конечном разложении Энгеля можно заменить бесконечной последовательностью (n + 1) без изменения значения. Например,
{\displaystyle 1{,}175=\{1,6,20\}=\{1,6,21,21,21,\dots \}.\;\;}
Это аналогично факту, что любое рациональное число с конечным десятичным представлением имеет бесконечное десятичное представление (см. 0,(9)).
Бесконечное разложение Энгеля, в котором все элементы равны, это геометрическая прогрессия.
Эрдёш, Реньи и Сюс (Szüsz) задавали вопрос о нетривиальных границах длины конечного разложения Энгеля рациональной дроби x/y. На этот вопрос ответили Эрдёш и Шаллит доказав, что число членов разложения равно O(y1/3 + ε) для любого ε > 0.

## Разложение Энгеля для некоторых хорошо известных констант
{\displaystyle \pi } = {1, 1, 1, 8, 8, 17, 19, 300, 1991, 2492,...} (последовательность A006784 в OEIS)
{\displaystyle {\sqrt {2}}} = {1, 3, 5, 5, 16, 18, 78, 102, 120, 144,...} (последовательность A028254 в OEIS)
{\displaystyle e} = {1, 1, 2, 3, 4, 5, 6, 7, 8, 9, 10, 11, 12, 13,...} (последовательность A000027 в OEIS)
{\displaystyle e^{1/r}-1=\{1r,2r,3r,4r,5r,6r,\dots \}\;}
Другие разложения Энгеля можно найти здесь.

## Скорость роста элементов разложения
Коэффициенты ai разложения Энгеля, как правило, имеют экспоненциальный рост. Точнее, для  почти всех чисел в интервале (0,1] предел {\displaystyle \lim _{n\rightarrow \infty }a_{n}^{1/n}} существует и равен e. Однако подмножество интервала, для которого это не выполняется, достаточно велико, так что его размерность Хаусдорфа равна единице.
Тот же типичный рост наблюдается у членов, генерируемых жадным алгоритмом для египетских дробей. Однако множество вещественных чисел в интервале (0,1], разложение Энгеля которых совпадает с их разложением жадным алгоритмом, имеет меру ноль и Хаусдорфову размерность 1/2.